# إدارة التسويق
إدارة التسويق 
هي نظام من انشطة الأعمال المتكاملة مع بعضها البعض، والتي تستهدف تخطيط وتسعير وترويج وتوزيع السلع والخدمات على العملاء الحاليين والمرتقبين.
والتسويق هو النشاط الإنساني الذي يهدف إلى إشباع رغبات ومتطلبات المستهلكين.

## وظائف إدارة التسويق
- وضع الخطط التسويقية للمؤسسة:

أ _الخطة التسويقيه قصيرة الاجل (الخطة التكتيكية).
ب ـ الخطة التسويقية طويلة الاجل (الخطة الاستراتيجية).
- التنسيق مع إدارة المبيعات على كيفية طرح المنتجات الجديدة في السوق.
- الإعلان والترويج.
- مراقبة الخطط والعملية التسويقية.
- اتخاذ القرارات السريعة والصائبة في حال حدوث مشكلة ما في الإنتاج أو المبيعات أو المشتريات أو المجهزين وغير ذلك...

## عناصر المزيج التسويقي
- تحديد شكل السلعة أو المنتج (الخدمة).
- التسعير (السعر).
- الترويج.
- الموزعيين ومراقبتهم بشكل مستمر.
- المراقبة الميدانية من أهم العوامل.

با الإضافة إلى عناصر خاصة بتسويق الخدمات وهي
- العوامل المادية
- الافراد
- العمليات

## مراحل عملية إدارة التسويق
و هي كما ذكرها أبو التسويق الحديث فيليب كوتلر في كتابه كوتلر يتحدث عن التسويق تتلخص بالتالي:
R - STP - MM - I - C
وهي على الترتيب:
- R= بحوث التسويق market research
- stp = تقسيم العملاء لفئات customer segmentation
- استهداف targeting
- التموضع (تثبيت صورة المنتج في ذهن المستهلك).
- MM = المزيج التسويقي marketing mix (المنتج، السعر، الترويج، التوزيع أو المكان)
- I=التنفيذ implementation
- C=المراقبة control

التسويق في القرن الحادي والعشرين التسويق الإلكتروني:- في كتابه ذائع الصيت، يوضح كوتلر عناصر مهمة في التسويق في القرن الحادي والعشرين من أهمها:-
- قاعدة بيانات للعملاء تشمل معلومات كثيرة عن عملاؤها وما يفضلونه على أساس فردي.
- اكتساب عملاء جدد صعب، لذلك حافظ على عملائك الحاليين عن طريق رعاية واهتمام أكثر، هدايا للعملاء الأكثر قيمة، تهنئة في المناسبات، عروض خاصة.
- تحولت الشركة من منظور التداول إلى منظور بناء ولاء العميل بنسبة 60% - يعني أن تعطي الشركة 60% من مهماتها لشركات وأفراد خارج الشركة ليقوموا بتنفيذها مما يوفر على الشركة الكثير من النفقات.

بدلاً من كونهم موظفين بالشركة – يعني أن يقوم البائع باستثمار العلامة التجارية للشركة في بلده أو منطقته وتقوم الشركة بتقديم الدعم له ويكون لها نسبة في الارباح مقابل اسم العلامة التجارية.
- البيع والتسويق والحصول على المعلومات عن طريق الوسائل الحديثة – التسويق الإلكتروني
- الوصول إلى الأسواق التي تريدها بشكل أسهل

## اتظر أيضًا
- نظام المعلومات التسويقية
- المجموعات الإستراتيجية
- إدارة الخدمات الميدانية
- فيليب كوتلر
- [3]Marketing effectiveness
- تحليلات تنبؤية
- إدارة استراتيجية

## وصلات خارجية
- التسويق في القرن ال 21 | Internet marketing consultant